# Södra Sallerups kyrka
Södra Sallerups kyrka är en kyrkobyggnad i Malmö. Den är församlingskyrka i Husie församling i Lunds stift.

## Kyrkobyggnaden
Kyrkans äldsta delar är långhuset som uppfördes under 1100-talets senare hälft. Tornet tillkom på 1200-talet. Dess innertak har ett ursprungligt valv med kalkmålning från 1200-talet. Vid medeltidens slut förlängdes koret åt öster. Då tillkom troligen en sakristia norr om koret och ett vapenhus i söder, båda uppbyggda av tegel. 1833 - 1834 revs vapenhuset i söder och ett nytt vapenhus inreddes i tornets bottenvåning. En ny huvudingång höggs då upp i tornets västra sida. En ny sakristia inreddes i koret bakom altaret. Gamla sakristian blev då materialbod. 1864 genomfördes en ombyggnad under ledning av Carl Georg Brunius. Kyrkan förlängdes då mot öster och fick ett tresidigt kor. Gamla sakristian omgjord till materialbod revs. Korsarmar byggdes till åt norr och söder och nya valv tillkom. Vid en restaurering 1931 flyttades sakristian från koret till norra korsarmen.

## Inventarier
- En åttakantig dopfunt av ek är troligen från första hälften av 1600-talet.
- Altaruppsatsen från 1931 är utförd av Hugo Gehlin och utgörs av ett skåp med två sidofält.
- Nuvarande predikstol i japansk ek tillkom 1960 och ritades av Aina Berggren i Landskrona.

### Orgel
- 1881 byggde Sven Fogelberg, Lund en orgel med 10 stämmor.
- 1925 byggde A. Mårtenssons Orgelfabrik AB, Lund en orgel med 13 stämmor.
- Den nuvarande orgeln byggdes 1967 av A. Mårtenssons Orgelfabrik AB, Lund och är en mekanisk orgel. Den har 11 stämmor och står på en läktare i norra korsarmen. Fasaden är från 1881 års orgel.

| Manual I      | Manual II       | Pedal       | Koppel |
| Rörflöjt 8'   | Gedackt 8´      | Subbas 16´  | I/P    |
| Principal 4'  | Koppelflöjt 4'  | Oktavbas 8´ | II/P   |
| Waldflöjt 2'  | Principal 2'    |             | II/I   |
| Mixtur 3 chor | Sviflöjt 1 1/3' |             |        |
|               | Krumhorn 8'     |             |        |
|               | Tremulant       |             |        |

## Galleri

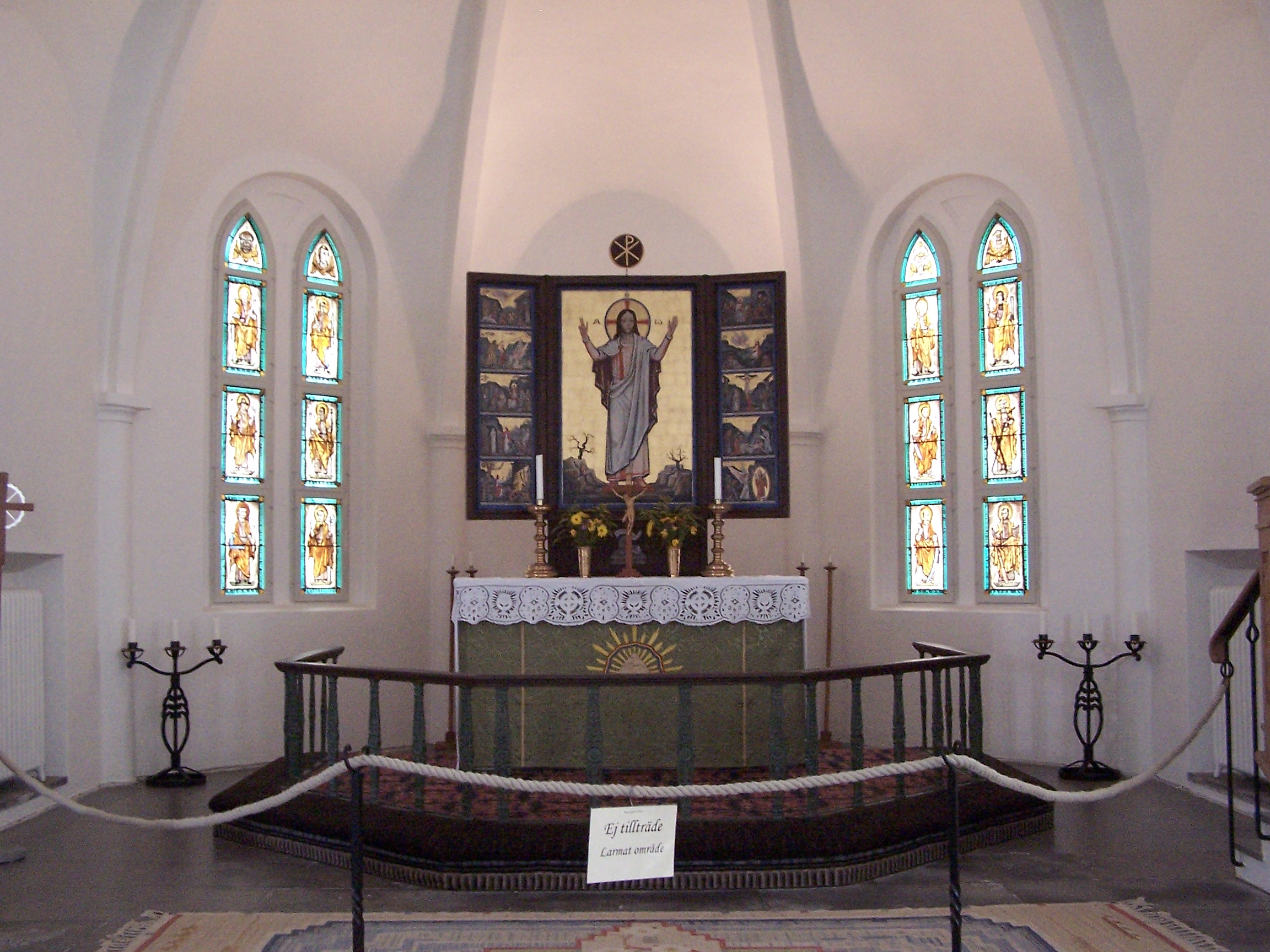
Altare
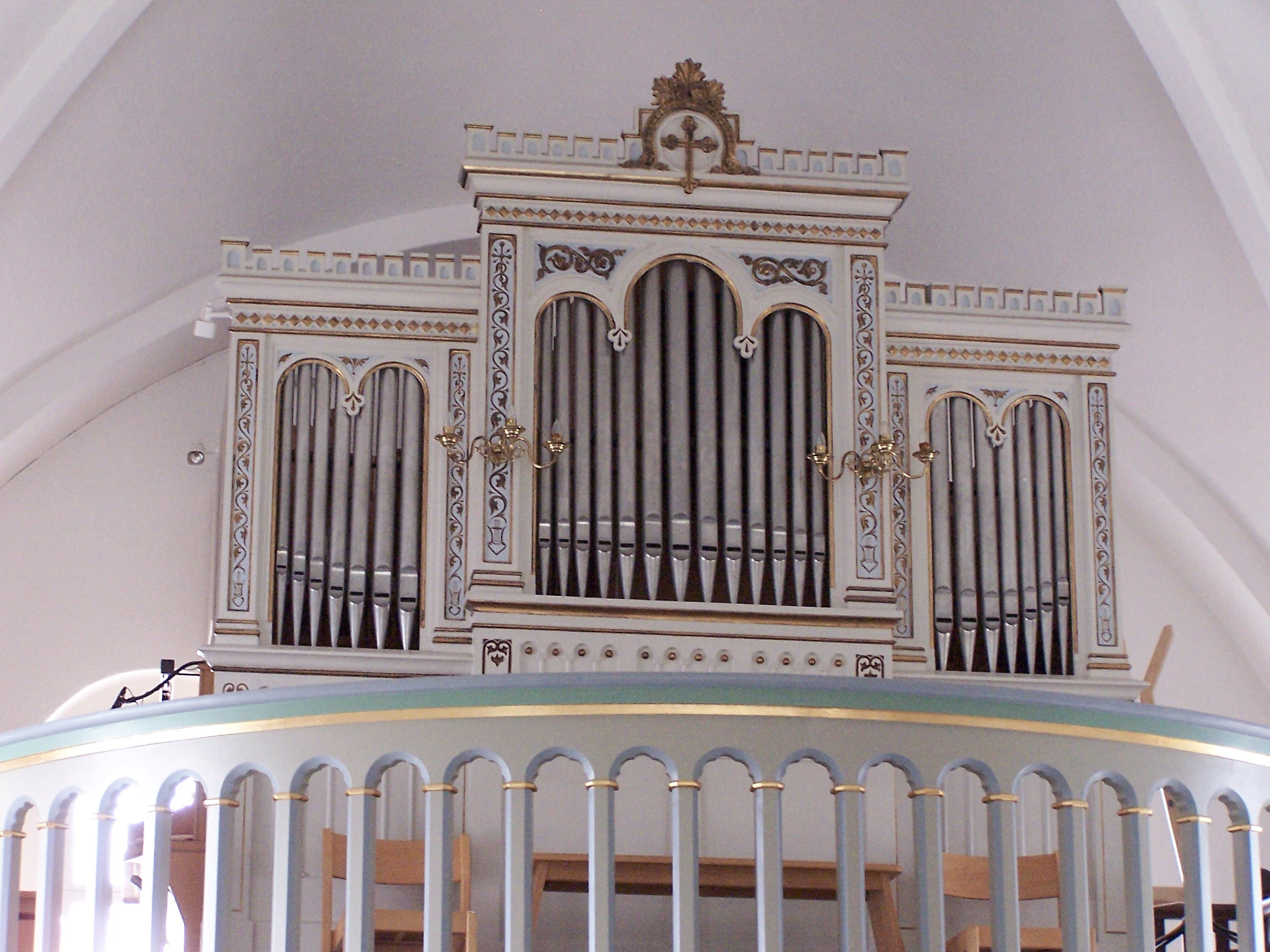
Orgel
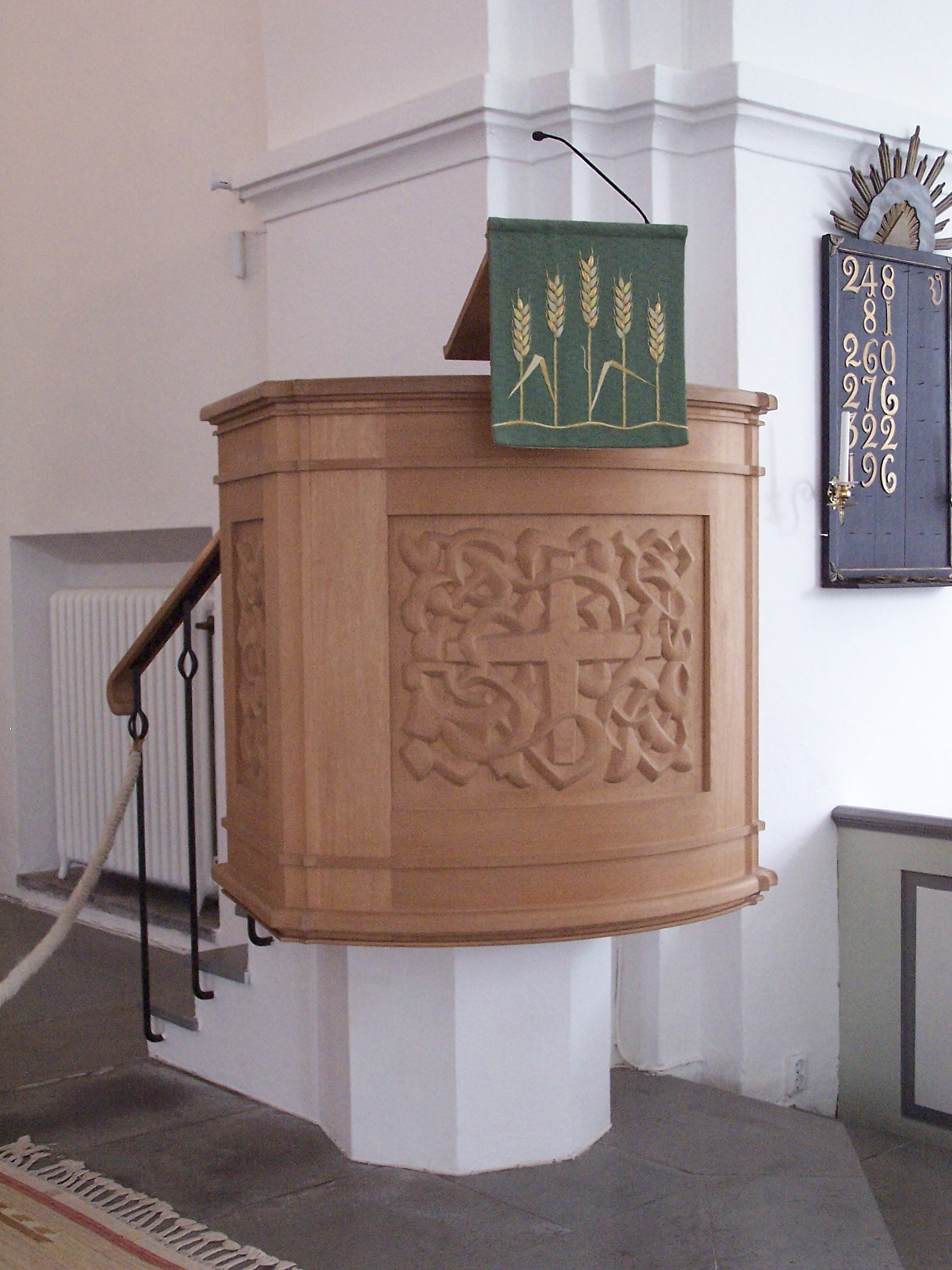
Predikstol
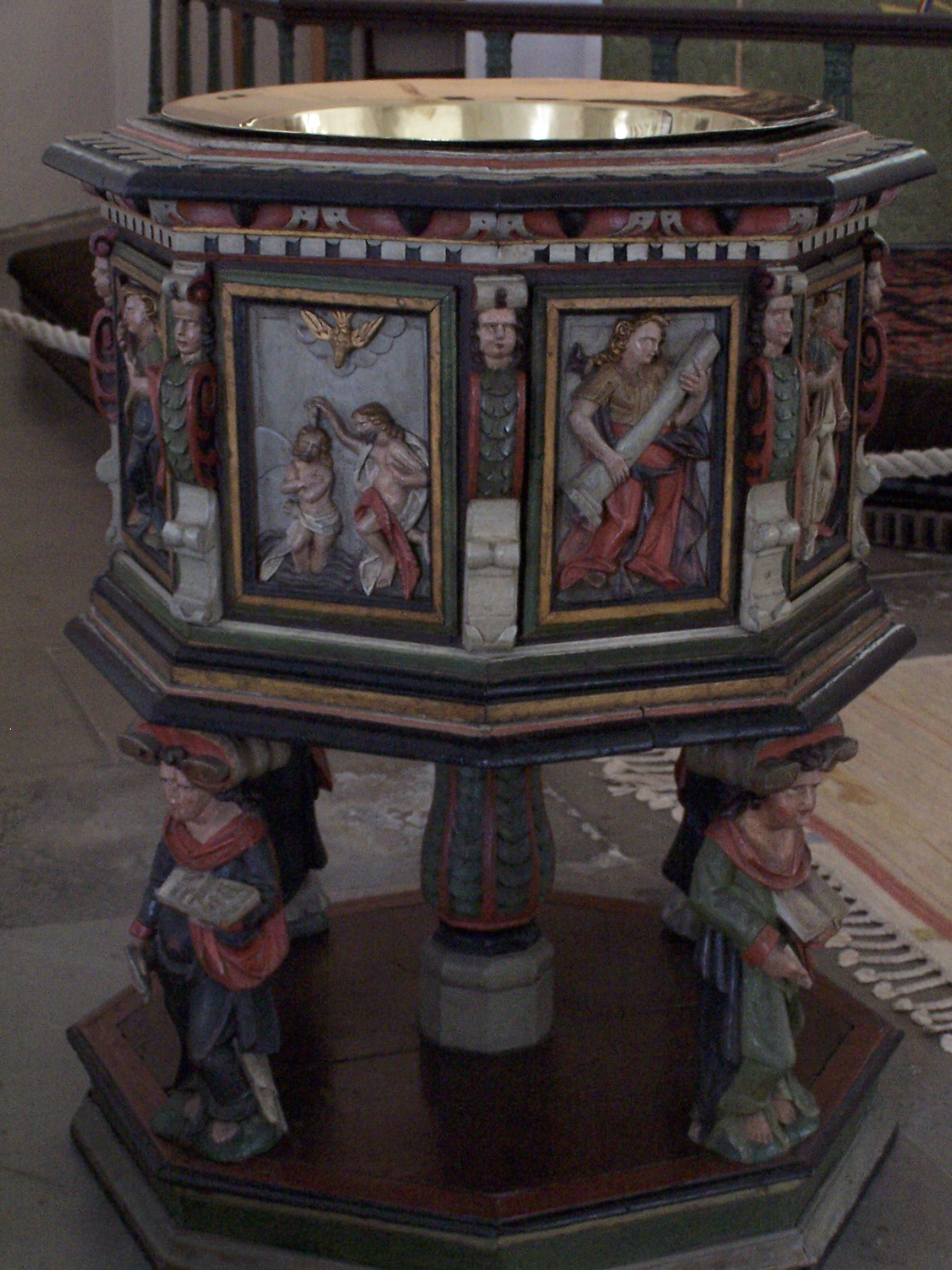
Dopfunt